# Lou Barlow
 (juin 2020).
Si vous disposez d'ouvrages ou d'articles de référence ou si vous connaissez des sites web de qualité traitant du thème abordé ici, merci de compléter l'article en donnant les références utiles à sa vérifiabilité et en les liant à la section « Notes et références ».
Louis Knox Barlow, né le 17 juillet 1966 à Dayton dans l'Ohio, est un musicien américain, connu pour être membre fondateur des groupes de rock Deep Wound, Dinosaur Jr., Sebadoh et The Folk Implosion. Il est considéré comme un pionnier de la scène lo-fi durant la fin des années 1980 et le début des années 1990.

## Biographie
Formations : 
- Deep Wound. Le groupe se sépare en 1984.
- Dinosaur
- Dinosaur Jr avec Jay Mascis. Lou Barlow se fait virer du groupe en 1988[3] après le troisième album Bug. Reformation en 2005.
- Sebadoh[4]
- Sentridoh - projet parallèle
- The Folk Implosion[5] en 1994

Lou Barlow et sa femme Adelle B ont créé le podcast Raw Impressions . Show bi-hebdomadaire disponible sur des plateformes audio ou vidéo où ils discutent d'évènements de la vie quotidienne. Lou y sort souvent sa guitare.

## Vie privée
Lou Barlow habite dans le Massachusetts avec sa femme et ses trois enfants.   

## Discographie en solo

### Albums
| Année | Titre                                                 | Nom                             | Label               | Réédition(s)                                                                |
| ----- | ----------------------------------------------------- | ------------------------------- | ------------------- | --------------------------------------------------------------------------- |
| 1987  | Weed Forestin'                                        | Sentridoh                       | -                   | 1990/1998 (Homestead), 2012 (Bandcamp)                                      |
| 1991  | Losers                                                | Sentridoh                       | Shrimper            | 1995 (Shrimper) et 2021 (Bandcamp) sous le titre The Original Losing Losers |
| 1992  | Most of the WORST and some of the best of Sentridoh   | Sentridoh                       | Shrimper            | 2003 sur la réédition de Lou B's Wasted Pieces '87 - '93 (Shrimper)         |
| 1993  | Lou B's Wasted Pieces '87 - '93                       | Lou B's Acoustic Sentridoh      | Shrimper            | 2003 (Shrimper) - 2021 (Bandcamp)                                           |
| 1994  | Winning Losers: A Collection of Home Recordings 89-93 | Louis Barlow Acoustic Sentridoh | Smells Like Records | 2006 (Smells Like Records)                                                  |
| 1994  | Another Collection of Home Recordings                 | Lou Barlow and Friends          | Mint Records        | -                                                                           |
| 2000  | Subsonic 6 (split album avec Rudy Trouvé)             | Lou Barlow                      | Sub Rosa            | 2021 (Bandcamp)                                                             |
| 2001  | Free Sentridoh: Songs from Loobiecore                 | Sentridoh                       | Domino (Europe)     | 2021 (Bandcamp)                                                             |
| 2005  | Emoh                                                  | Lou Barlow                      | Merge/Domino        | 2020 (Bandcamp)                                                             |
| 2009  | Goodnight Unknown                                     | Lou Barlow                      | Merge/Domino        | -                                                                           |
| 2009  | Songs from Loobiecore 2.5 - Tour Edition              | Lou Barlow as Sentridoh         | -                   | 2012 (Bandcamp)                                                             |
| 2015  | Brace The Wave                                        | Lou Barlow                      | Joyful Noise/Domino | -                                                                           |
| 2021  | Reason To Live                                        | Lou Barlow                      | Joyful Noise/Domino | -                                                                           |

### EP
| Année | Titre                             | Nom                               | Label                  | Réédition(s)                                                    |
| ----- | --------------------------------- | --------------------------------- | ---------------------- | --------------------------------------------------------------- |
| 1993  | The Mysterious Sentridoh E.P.     | Sentridoh                         | Little Brother Records | 1994 sur A Collection of Previously Released Songs (City Slang) |
| 1993  | Sub Pop Dec.'93 Singles Club 7"   | Lou Barlow                        | Sub Pop                | 1994 sur A Collection of Previously Released Songs (City Slang) |
| 1994  | Louis Barlow's Acoustic Sentridoh | Louis Barlow's Acoustic Sentridoh | Lo-Fi Recordings       | 1994 sur A Collection of Previously Released Songs (City Slang) |
| 2007  | Mirror The Eye                    | Lou Barlow as Sentridoh           | Acuarela               | -                                                               |
| 2010  | = Sentridoh III                   | Lou Barlow + The Missingmen       | Merge                  | -                                                               |
| 2016  | Apocalypse Fetish                 | Lou Barlow                        | Joyful Noise           | -                                                               |